# アルガンノキ
アルガンノキ（アルガンの木、アルガン; 学名: Sideroxylon spinosum）は、アカテツ科の被子植物で、アフリカ大陸北西端部のモロッコなどにのみ自生する。
木材や燃料、動物飼料、種子から取れる油がアルガンオイルとして古くから利用されている。

## 名前
標準和名はアルガンノキ、また一般的にはアルガンとも呼ばれ、英語における通称の Argan に由来する。ただし英名としては Argania が正式である。学名はリンネが『植物の種』(1753年) で最初に Sideroxylon spinosum として記載し、1911年にアメリカ合衆国の植物学者ホーマー・カラー・スキールズがArgania属の Argania spinosa として以来これが用いられてきた。しかしスウェーデン自然史博物館の研究者たちによる分子系統学的研究が進むにつれ、アルガンノキは同じアカテツ科の Sideroxylon mascatense (A.DC.) T.D.Penn. と姉妹種の関係にあるという結果が得られるようになり、2014年にはアルガンノキを再び Sideroxylon 属に統合すべきと断言する論文が発表された。この発表を受け、キュー王立植物園系データベースでは、リンネが最初に用いた Sideroxylon spinosum が再び正名とされるようになっている。
アルガンという語は、スース谷を含む地域で使用されているシルハ語（ベルベル語派）の ⴰⵔⴳⴰⵏ / Argan に起源を持つ。シルハ語で Arganというとアルガンの木の樹木および種子から採れる油のことを指し、実に関しては語彙が豊かで、熟す過程や収穫方法、加工方法によって異なる名がある。中世のアラビア語の薬学書には argan に由来するharjānの名で記述がある。

## 特徴
常緑性で棘の多い中庸程度の大きさの樹木である。典型的な半砂漠地帯の樹木で、乾燥地帯の土壌に深く根をはる。樹皮はとても凹凸が多く、蛇の皮にたとえられる。樹高は8 - 10メートル (m) に達し、時に高さ21 mで主幹が直径1 mにも達する例がある。枝は捻れ、生長は遅い。草食動物から身を守るため、数多くのトゲが生えている。葉は集まってつき、披針形で小さくて硬く、暗緑色で裏面はやや色が薄い。花序は葉腋から出て、花は両性花で黄緑色をしている。花序は団集花序をなし、最大で15個ほどの5数性の花を含む。
果実は長さ2 - 4センチメートル (cm) 、直径は1.5 - 3 cmの金色の卵形で、一片がが細長いものもある。果皮は厚くて非常に苦く、外側から順に果皮、果肉、堅果、種子という構造になっており、一般的にアルガン油と呼ばれる油は種子から採れる。強い渋みがある果肉は甘みのある不快な臭いを発し、柔らかい。果肉の中心には非常に堅い堅果が1つあり、油分を多く含む種子を1つから2個を含む。果実は熟すまでに1年を要し、翌年の6月から7月にかけて収穫時期を迎える。

## 生態

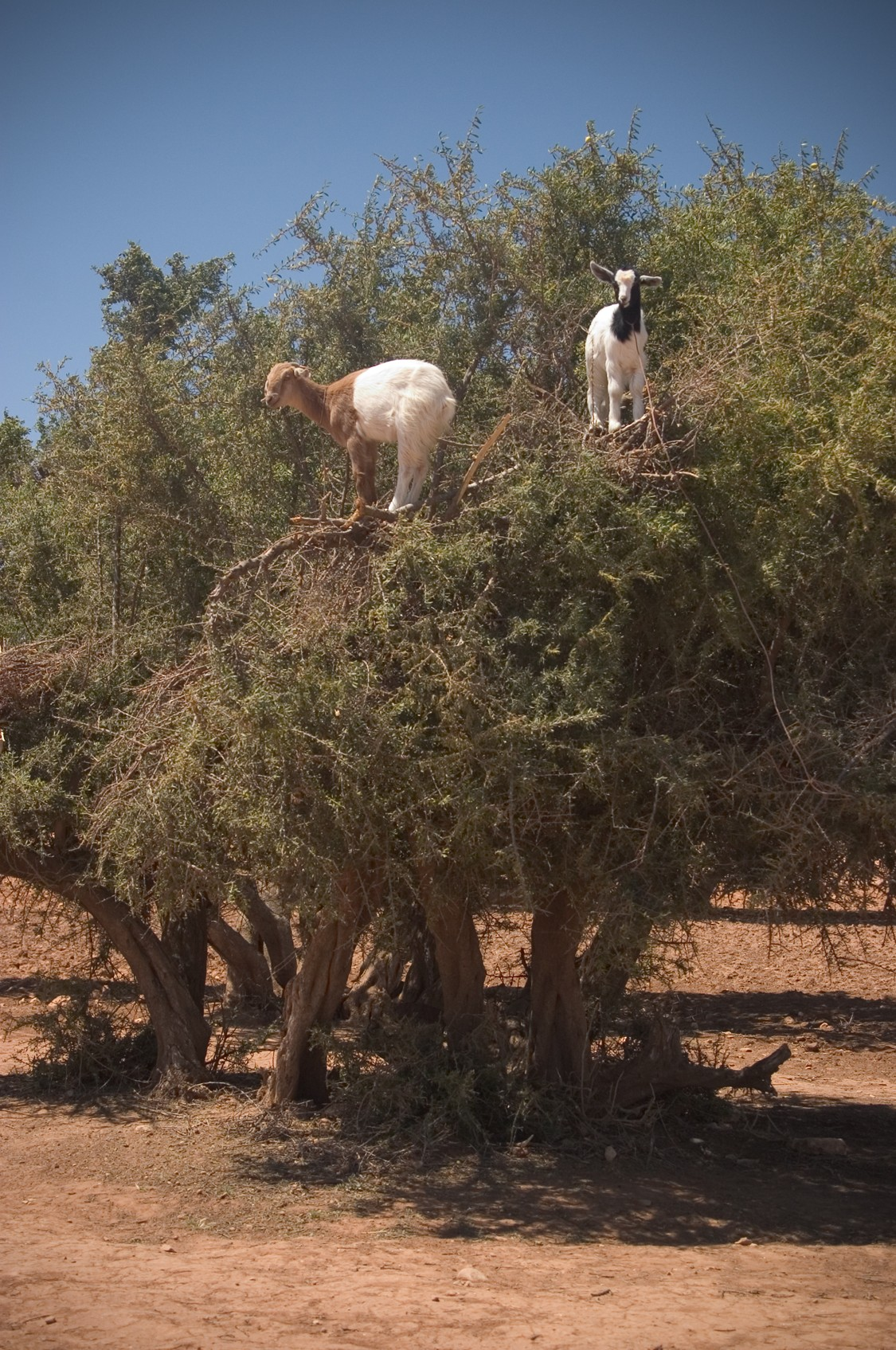
アルガンノキに登るヤギ

花期は5 - 6月である。乾燥への耐性が強く、干ばつの際には葉を落として休眠状態となり、干ばつが続いても数年間は耐えられる。乾燥条件で栽培すると芽の成長や葉の数などは減少するが、根の伸びはむしろ深く広く伸びるようになる。
寿命は長く、150 - 200年生のものが珍しくなく、250年生の樹木も記録されている。
アルガンノキの枝に数頭のヤギが乗っている光景を目にすることがあるが、これはヤギが果実を食べることを目当てに、アルガンノキに生えている多くのトゲを回避する技を身につけた結果である

## 分布と生育環境
本種はモロッコ南西部とアルジェリアの一部に分布が見られ、北はサフィから南はサハラの縁までで、主な範囲はエッサウィラからスー地方までである。標高は高いところでは南斜面で1500 mまで見られる。この地域はきわめて乾燥しており、またその気温は3 - 50℃となり、本種はそれらの環境に耐性がある。その根が広く深く伸びるのは年間数か月にも渡る乾燥期に水を得るためで、地下30 mから水を得ることが出来るとされる。本種は年間雨量100 - 200 mmの地域でも生育が可能である。耐寒性はないが、乾燥耐性と温度耐性は大変優れている。半砂漠に適した種で、水浸しの地や砂地には適さない。
アカテツ科の植物は世界の熱帯域に分布するが、ほとんどは標高1000 m以下の湿潤な熱帯多雨林に見られるものである。モロッコには本科の植物は本種だけしかない。

## 保護
モロッコにおけるアルガンノキの自生地域は約8,280平方キロメートルで、ここ100年で縮小傾向にある。製炭目的での伐採や放牧、急激な収穫量の増加が原因とされ、自生地域はユネスコの保全対象（生物圏保護区）となっている。
19世紀半ばから第二次世界大戦までの間に、製炭目的に大量に伐採された。
2010年代のアルガン油の需要拡大で価格高騰や輸出増が見られ、保全が進むきっかけとなることが期待されているが、増収分はアルガンの保全ではなく、家畜のヤギを購入するのに充てられているという実態がある。ヤギは葉や熟す前の果実まで食べるため、頭数が増えることで生育を妨げる原因となっている。
モロッコ政府は、資源量回復のために、農学者、植物学者などによる研究を行い植樹を行っている。
遺伝子組み換えアルガンがイスラエルのアラバやネゲヴで栽培されている。

## 用途

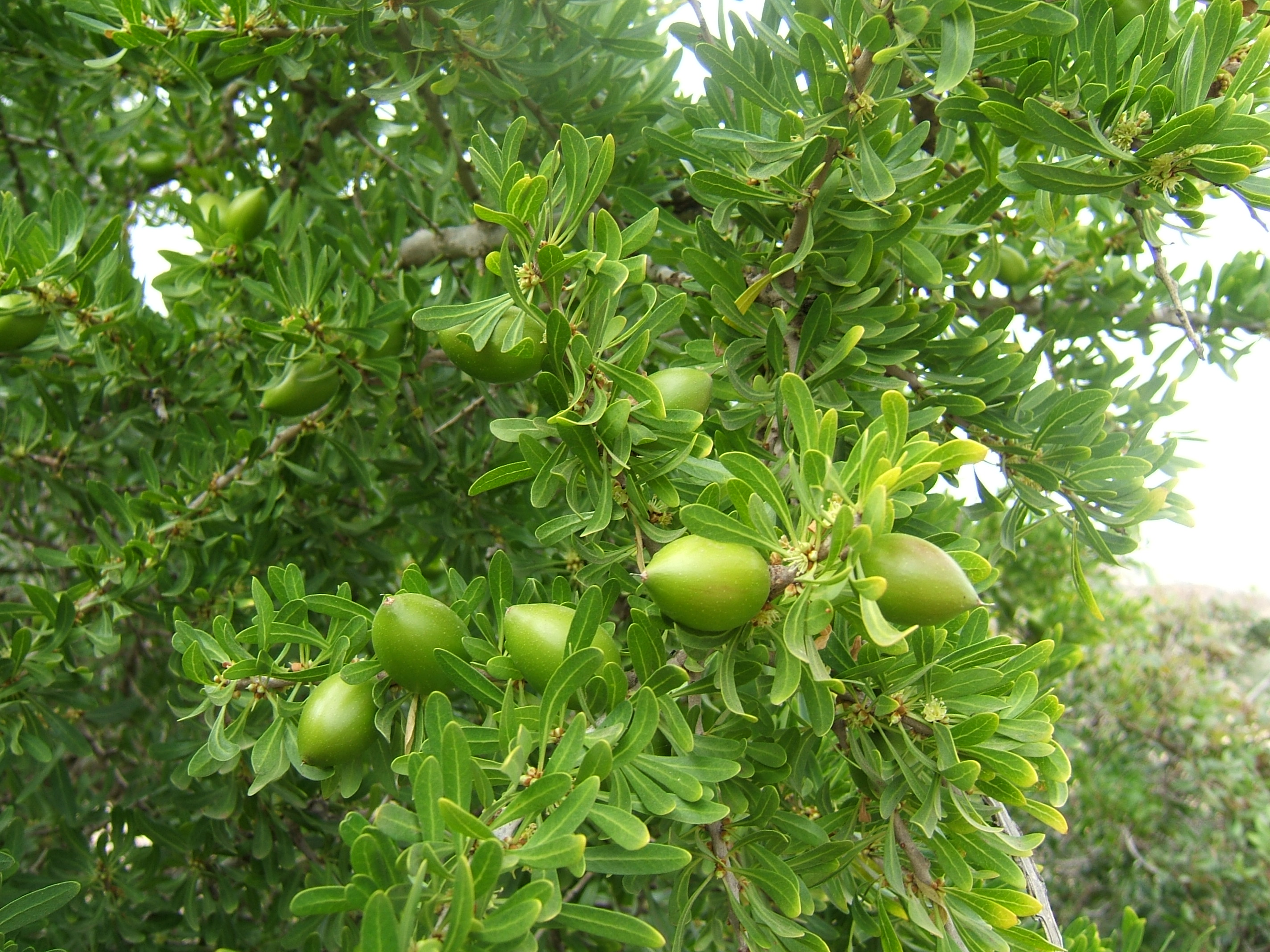
葉、花、熟す前の果実

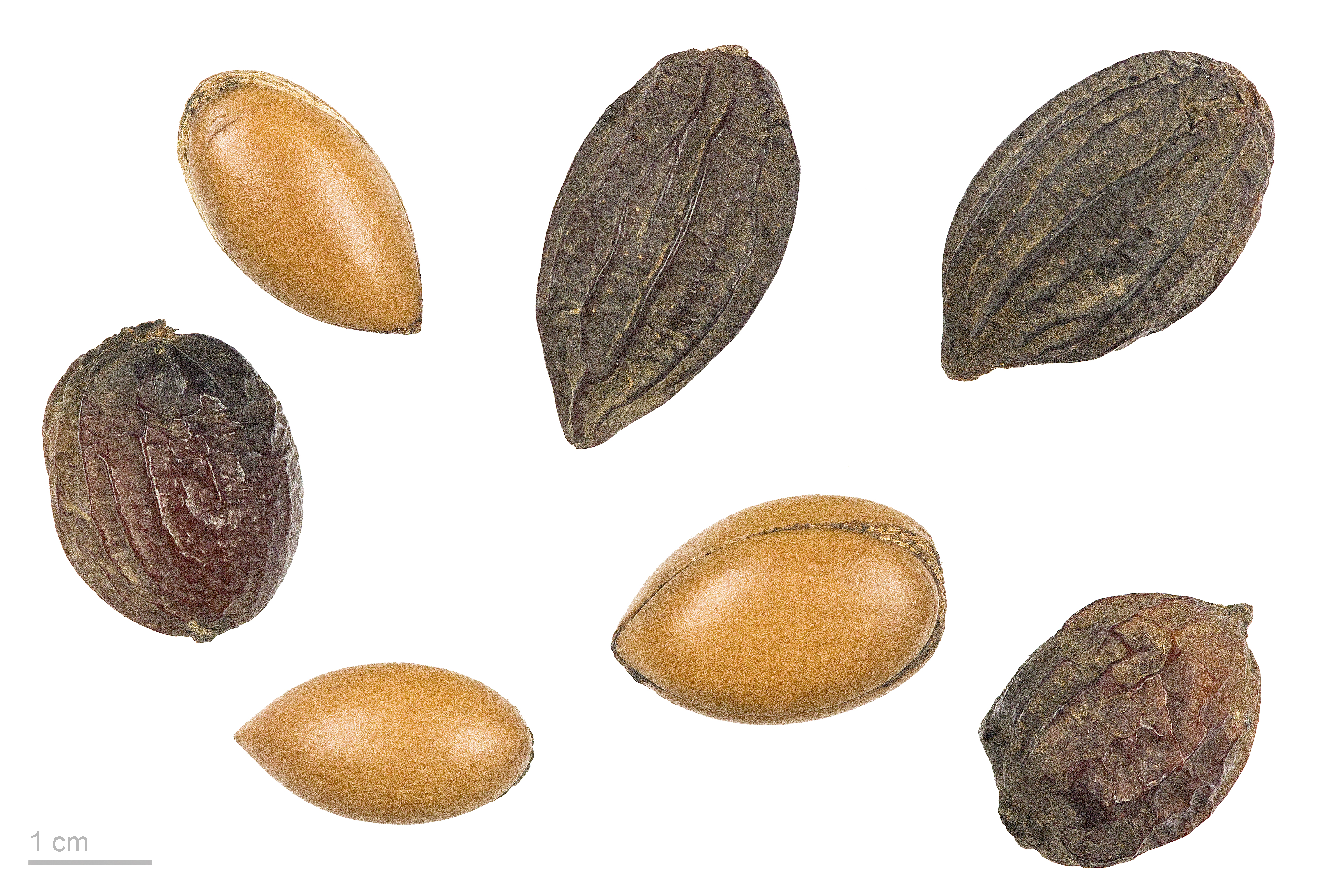
Argania spinosa（トゥールーズ博物館所蔵）

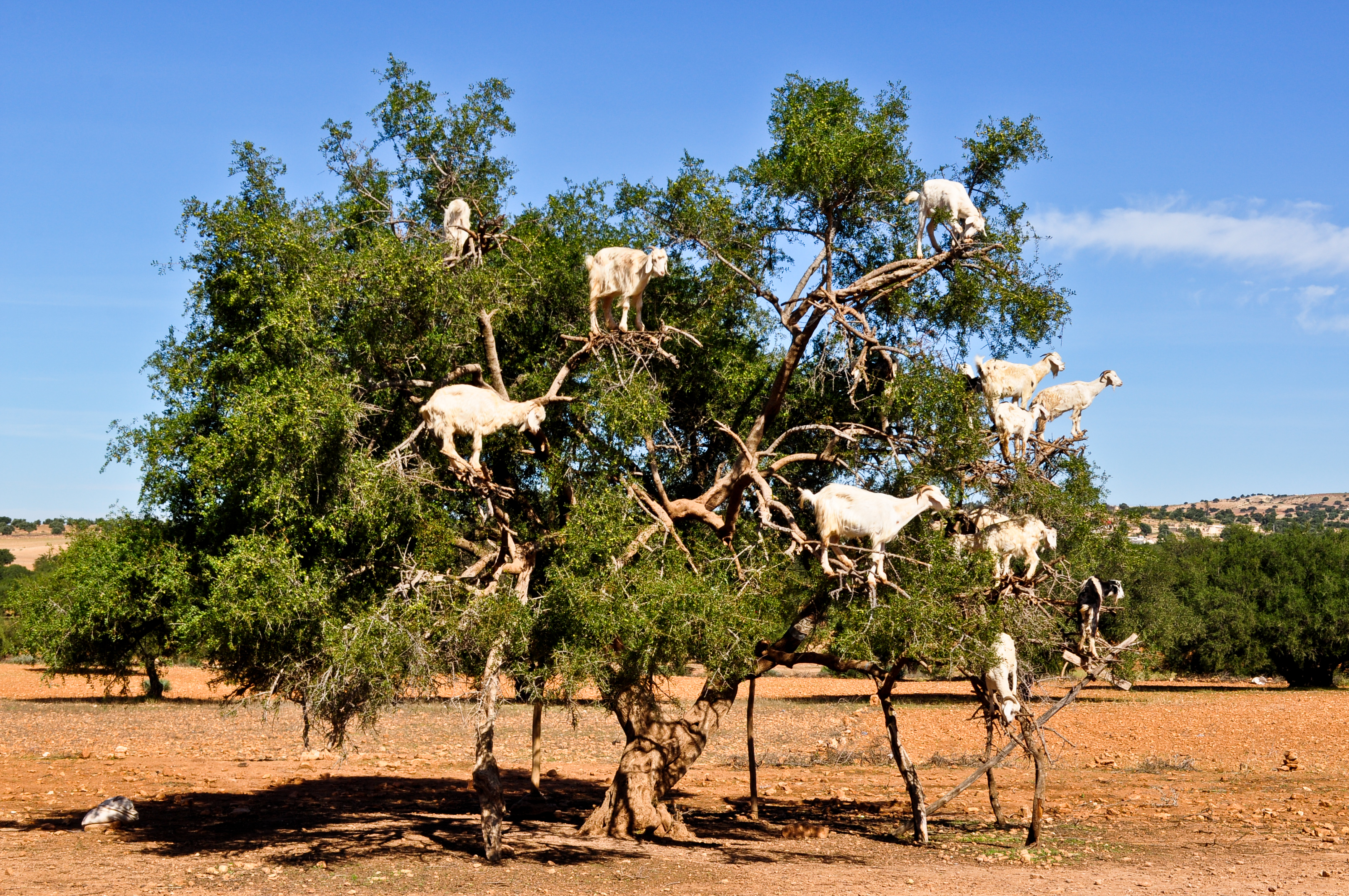
アルガンノキに登って葉を食べる山羊。観光客目当てにヤギをトゲがあるアルガンノキに登らせようと訓練をする人が現れ始めたのは2000年代初頭のことである。

アルガンノキの自生地域ではベルベル人により油や飼料、木材、薪として利用されており、オリーブと置き換わる役どころとなっている。2014年にモロッコの申請により、「アルガンノキに関する慣習とノウハウ」がユネスコの無形文化遺産に登録された。

### 燃料や木材
ベルベル人は、木材や燃料とする。
19世紀半ばから第二次世界大戦までの間に、木炭作りのために大量に伐採され資源量が減少した。

### 果実
果実は6月頃の真夏に乾燥し黒く変色した状態で地面に落ちる。この状態になるまでは番人により自生地域へのヤギの立ち入りが制限される。収穫は法律や村落の「掟」によりその権限が定められており、落下した果実をそのまま採集するか、ヤギによって捕食され排泄された種子を採集する。

### アルガン油
アルガンノキの種子から採取できる油脂であるアルガン油は、アルガンオイルとも呼ばれ、食品や化粧品に利用される。地域経済を担い、約300万人の生活を支えており、モロッコ南西部の女性が協同して生産している。油の抽出にあたって特に多数の人員を要する過程は、果肉を取り除いたのち石で堅果を割って種子を取り出すというもので、この昔ながらの作業は急速に粉砕機に取って代わられている。その後種子は丁寧に焙煎される。焙煎は香りなど油の品質に関わるため、種子の摘出とは別に行われる。
油を抽出する伝統的な手法は、焙煎された種子を少量の水とともに石臼で挽き、出来上がったペーストを手で搾って油を抽出するというものである。搾滓も油分を豊富に含むため、動物のエサとして再利用される。このようにして抽出されたアルガン油は3か月から半年ほど保存できるが、焙煎された種子は20年ほど保管することができ、家庭で必要に応じて油を抽出する。
商品として売り出すアルガン油は焙煎された種子を砕いて乾燥したものから機械を用いて抽出するのが一般的で、この方法だと抽出に手間がかからない上、これで製造されたアルガン油は1年から1年半ほど保存できる。
アルガン油はその8割を不飽和脂肪酸が占め、オリーブ油と比べて抗酸化作用が高い。食用としてはオリーブ油と同様に使え、クスクスやサラダなどに用いられる他、アルガン油にアーモンドやピーナッツに加えて、少量の砂糖や蜂蜜で甘く味付けして混ぜ込んだものは「アムルー」というディップになり、パンを浸すのに使われる。地元の人々は、焙煎していない種子から抽出されたアルガン油を皮膚病や軽い心臓病の治療薬として用いており、2001年から2002年にかけてヨーロッパの複数の化粧品会社がその効用に注目したことで広く知られることとなる。先進国では、健康に良いサラダ油やヘアケア製品、しわ取りクリームの原料になる高級な油とされている。
もともとアルガン油はモロッコ国内でも生産地以外では高級品で、モロッコ国外での入手は困難であったが、近年は前述の事情からヨーロッパや北米などへ輸出する目的での生産が増加し、世界的にも化粧品専門店だけでなくスーパーマーケットでも販売されるほどとなった。しかし、コスメ用途の植物油としては依然として高価で、アメリカ合衆国においては500mlあたり40ドル - 50ドルが相場となっている。
組成は以下の通り。
- 44% - オレイン酸
- 30%  - α-リノレン酸
- 12% - パルミチン酸
- 6% - ステアリドン酸
- 5%  - リノール酸
- 3%  - ミリスチン酸

アルガンオイルの輸出によって、生産者の富が増えると、アルガンノキにとって良いことにはつながらないという問題もはらんでいる。輸出ビジネスが好調であると、この地域の人々の伝統としてヤギを購入するため、ヤギの数が増えることによって果実では足らず葉も食べられて木が受けるダメージが増えてしまうからである。

### 動物飼料
葉は、羊、ヤギ、ラクダ、牛の飼料となっている。ヤギは直接登って、果実や葉を食べるが、油の元となる種子は消化されずに糞から回収できることから、アルガンオイル生産への悪影響はない。油の搾りかすも、飼料として活用される。
また、蜜源植物であり、花の蜜はミツバチの餌ともなり養蜂に活用される。
馬などには毒となる溶血性サポニンの一種 sapoarganine を持つが、他の反芻動物には効果がない。しかし、この種の果実を食べた乳牛から得られる牛乳を飲むと子供が下痢を起こす場合がある。